# Pierre et Farid

Pierre et Farid est un téléfilm français réalisé par Michel Favart et diffusé le 18 mars 2003 sur France 3.

## Synopsis
Pierre Marcellin a 60 ans. Mis à la retraite forcée après quinze années dans une société où il était directeur marketing, il se retrouve sans activité, une situation qui n'est pas pour déplaire à son épouse. Pierre envisage cependant de devenir consultant. Fort de sa grande expérience, il pourrait aider des personnes à l'ANPE. C'est là-bas qu'il fait la rencontre de Farid, un jeune chômeur, qui essaye de lancer une affaire basée sur un système d'antivol qu'il a inventé. Ensemble, malgré les difficultés, ils vont tenter de mener à bien ce projet...

## Fiche technique
- Réalisation : Michel Favart
- Scénario : Gabrielle Borile et Jean-Luc Goossens
- Musique : Jean-Marie Sénia
- Durée : 90 minutes

## Distribution
- Victor Lanoux : Pierre Marcellin
- Kamel Belghazi : Farid
- Virginie Desarnauts : Clothilde
- Florence Hautier : Béatrice
- Pierre Béziers : Jean-François
- Jacques Hansen : Daniel
- Ichem Boukrouche : Jamel
- Hiam Abbass : la mère de Farid